# Ceiba (Costa Rica)
Ceiba è un distretto della Costa Rica facente parte del cantone di Orotina, nella provincia di Alajuela.